# Windham Hill Records
Windham Hill Records ist ein US-amerikanisches Musiklabel mit Sitz in New York City.
Das Label ist eine Tochtergesellschaft der Bertelsmann Music Group (BMG) und als Plattenunternehmen auf die Veröffentlichung von Musik aus dem Bereich New Age und Folk Music spezialisiert. 1976 wurde das Label von dem Gitarristen und Tischler William Ackerman und seiner damaligen Frau Anne Robinson gegründet. Windham Hill Records war vor allem in den 1980er Jahren erfolgreich, vertreibt heute jedoch keine Platten mehr.
Das Label wurde in mehreren Teilverkäufen zwischen 1992 und 1996 von BMG aufgekauft und ist heute eine Tochtergesellschaft der Sony Music Entertainment. Das Angebot von Windham Hill wird heute von Legacy Recordings vertrieben. Private Music, ebenfalls eine Tochtergesellschaft der BMG, hat etliche Veröffentlichungen der Windham Hill Records neu veröffentlicht.

## Bekannte Künstler
- Michael Manring
- Lisa Lynne
- Nightnoise
- Mark Isham
- Ray Lynch
- David Arkenstone
- John Gorka
- Turtle Island String Quartet
- William Ackerman
- Alex de Grassi
- David Cullen
- Michael Hedges
- Tuck & Patti
- Philip Aaberg
- Joel DiBartolo
- Philippe Saisse
- Mike Marshall
- Vangelis
- George Winston
- Jim Brickman
- Liz Story
- Scott Cossu
- Yanni
- Pat Gorman
- Øystein Sevåg
- Barbara Higbie
- Tracy Silverman
- Darol Anger
- The Nylons
- Shadowfax